# سيرغي توماسيان
سيرغي توماسيان (بالروسية: Тумасян, Сергей Александрович)‏ هو لاعب كرة قدم روسي في مركز الوسط، ولد في 31 يناير 1990 في روستوف على نهر الدون في روسيا. لعب مع نادي انفونت تالين ونادي جاندجاسر كابان ونادي روستوف ونادي سكا.

## وصلات خارجية
- سيرغي توماسيان على موقع قاعدة بيانات كرة القدم.إي يو (الإنجليزية)
- سيرغي توماسيان على موقع Soccerway.com (الإنجليزية)